# Sesbania
Sesbania es un género de plantas fanerógamas de la familia de las leguminosas (Fabaceae). Incluye 137 especies descritas y de estas, solo 55 aceptadas. Es el único género de la tribu Sesbanieae.
Anteriormente este género había sido conocido como Aeschynomene ( Schreb. ) 1770, ( Jacq. ) 1792.

## Descripción
Son hierbas anuales o perennes, arbustos o árboles pequeños. Hojas paripinnadas; con folíolos opuestos a subopuestos, generalmente numerosos, oblongos y apicalmente mucronulados, estipelas diminutas o aparentemente ausentes; estípulas pequeñas, caducas. Inflorescencias racimos, axilares, cortas con pocas flores, brácteas y bractéolas pequeñas y caducas, hipanto bien desarrollado; cáliz ampliamente campanulado, basalmente turbinado, apicalmente truncado hasta con 5 dientes iguales, pequeños y triangulares. Legumbres a menudo largas y delgadas, teretes o comprimidas, rostradas, septadas entre las semillas, algunas veces indehiscentes; semillas numerosas, longitudinales, oblongas.

## Taxonomía
El género fue descrito por Giovanni Antonio Scopoli  y publicado en Introductio ad Historiam Naturalem 308–309. 1777. La especie tipo es: Sesbania sesban (Jacq.) W.Wight

## Especies seleccionadas
- Sesbania benthamiana
- Sesbania bispinosa (Jacq.) W.Wight
- Sesbania brachycarpa
- Sesbania brevipedunculata
- Sesbania campylocarpa
- Sesbania cannabina
- Sesbania chippendalei
- Sesbania cinerascens
- Sesbania coerulescens
- Sesbania concolor
- Sesbania dalzielii
- Sesbania drummondii (Rydb.) Cory
- Sesbania dummeri
- Sesbania emerus
- Sesbania erubescens
- Sesbania exasperata
- Sesbania formosa
- Sesbania goetzei
- Sesbania grandiflora (L.) Poiret
- Sesbania greenwayi
- Sesbania hepperi
- Sesbania herbacea
- Sesbania hirtistyla
- Sesbania hobdyi
- Sesbania javanica
- Sesbania keniensis
- Sesbania leptocarpa
- Sesbania longifolia
- Sesbania macowaniana
- Sesbania macrantha
- Sesbania macroptera
- Sesbania microphylla
- Sesbania notialis
- Sesbania oligosperma
- Sesbania pachycarpa
- Sesbania paucisemina
- Sesbania punicea
- Sesbania quadrata
- Sesbania rostrata
- Sesbania sericea
- Sesbania sesban (Jacq.) W.Wight
- Sesbania simpliciuscula
- Sesbania somaliensis
- Sesbania speciosa
- Sesbania sphaerosperma
- Sesbania subalata
- Sesbania sudanica
- Sesbania tetraptera
- Sesbania tomentosa Hook. & Arn.
- Sesbania transvaalensis J.B.Gillett
- Sesbania vesicaria (Jacq.) Elliott
- Sesbania virgata (Cav.) Pers.[4]